# Cúp VTV9 – Bình Điền 2024
Giải bóng chuyền nữ quốc tế cúp VTV9 – Bình Điền 2024 là giải đấu lần thứ 14 với sự phối hợp tổ chức của Liên đoàn bóng chuyền Việt Nam, Đài truyền hình Việt Nam và Công ty cổ phần Phân bón Bình Điền. Giải đấu được tổ chức ở Đắk Lắk, Việt Nam. Mùa giải 2024 đánh dấu sự trở lại của giải đấu sau 4 mùa không tổ chức (2020-2023) vì nhiều lý do khách quan.

## Các đội tham dự
8 đội tham dự giải đấu bao gồm:
- VTV Bình Điền Long An (chủ giải)
- Binh chủng Thông tin - TTBP
- HCĐG Lào Cai
- LP Bank Ninh Bình
- U20 Việt Nam
- U20 Thái Lan
- Tứ Xuyên
- PFU BlueCats

## Vòng bảng
- Tất cả các trận đấu diễn ra theo Giờ ở Việt Nam (UTC+07:00).[2]

|  | Đội thi đấu bán kết            |
|  | Đội thi đấu vòng phân hạng 5-8 |

### Bảng A
|      |                       | Trận đấu | Trận đấu | Điểm | Set | Set | Set   | Điểm | Điểm | Điểm  |
| Hạng | Đội                   | T        | B        | Điểm | T   | B   | Tỉ lệ | T    | B    | Tỉ lệ |
| ---- | --------------------- | -------- | -------- | ---- | --- | --- | ----- | ---- | ---- | ----- |
| 1    | PFU BlueCats          | 3        | 0        | 9    | 9   | 2   | 4.500 | 270  | 210  | 1.286 |
| 2    | VTV Bình Điền Long An | 2        | 1        | 4    | 7   | 7   | 1.000 | 277  | 298  | 0.930 |
| 3    | HCĐG Lào Cai          | 1        | 2        | 4    | 5   | 6   | 0.833 | 247  | 220  | 1.123 |
| 4    | U20 Việt Nam          | 0        | 3        | 1    | 3   | 9   | 0.333 | 213  | 279  | 0.763 |

| Ngày       | Thời gian |                       | Điểm |                       | Set 1 | Set 2 | Set 3 | Set 4 | Set 5 | Tổng    | Nguồn |
| ---------- | --------- | --------------------- | ---- | --------------------- | ----- | ----- | ----- | ----- | ----- | ------- | ----- |
| 11 tháng 5 | 14:00     | HCĐG Lào Cai          | 3–0  | U20 Việt Nam          | 25–14 | 25–13 | 25–15 |       |       | 75–42   | VOD   |
| 11 tháng 5 | 20:10     | VTV Bình Điền Long An | 1–3  | PFU BlueCats          | 25–22 | 11–25 | 15–25 | 17–25 |       | 68–97   | VOD   |
| 12 tháng 5 | 17:00     | HCĐG Lào Cai          | 0–3  | PFU BlueCats          | 21–25 | 24–26 | 14–25 |       |       | 59–76   | VOD   |
| 12 tháng 5 | 20:10     | U20 Việt Nam          | 2–3  | VTV Bình Điền Long An | 15–25 | 25–18 | 26–24 | 17–25 | 5–15  | 88–107  | VOD   |
| 13 tháng 5 | 20:10     | HCĐG Lào Cai          | 2–3  | VTV Bình Điền Long An | 25–20 | 23–25 | 25–12 | 28–30 | 12–15 | 113–102 | VOD   |
| 14 tháng 5 | 14:00     | PFU BlueCats          | 3–1  | U20 Việt Nam          | 25–22 | 22–25 | 25–23 | 25–13 |       | 97–83   | VOD   |

### Bảng B
|      |                     | Trận đấu | Trận đấu | Điểm | Set | Set | Set   | Điểm | Điểm | Điểm  |
| Hạng | Đội                 | T        | B        | Điểm | T   | B   | Tỉ lệ | T    | B    | Tỉ lệ |
| ---- | ------------------- | -------- | -------- | ---- | --- | --- | ----- | ---- | ---- | ----- |
| 1    | LP Bank Ninh Bình   | 2        | 1        | 6    | 7   | 3   | 2.333 | 246  | 205  | 1.200 |
| 2    | BC Thông tin - TTBP | 2        | 1        | 6    | 8   | 6   | 1.333 | 309  | 301  | 1.027 |
| 3    | Tứ Xuyên            | 1        | 2        | 4    | 5   | 7   | 0.714 | 263  | 271  | 0.970 |
| 4    | U20 Thái Lan        | 1        | 2        | 2    | 4   | 8   | 0.500 | 241  | 282  | 0.855 |

| Ngày       | Thời gian |                     | Điểm |                     | Set 1 | Set 2 | Set 3 | Set 4 | Set 5 | Tổng    | Nguồn |
| ---------- | --------- | ------------------- | ---- | ------------------- | ----- | ----- | ----- | ----- | ----- | ------- | ----- |
| 11 tháng 5 | 17:00     | Tứ Xuyên            | 0–3  | LP Bank Ninh Bình   | 24–26 | 18–25 | 16–25 |       |       | 58–76   | VOD   |
| 12 tháng 5 | 14:00     | U20 Thái Lan        | 3–2  | BC Thông tin - TTBP | 25–22 | 18–25 | 25–23 | 17–25 | 15–13 | 100–108 | VOD   |
| 13 tháng 5 | 14:00     | Tứ Xuyên            | 2–3  | BC Thông tin - TTBP | 25–23 | 25–21 | 20–25 | 23–25 | 13–15 | 106–109 | VOD   |
| 13 tháng 5 | 17:00     | LP Bank Ninh Bình   | 3–0  | U20 Thái Lan        | 25–19 | 25–18 | 25–18 |       |       | 75–55   | VOD   |
| 14 tháng 5 | 17:00     | Tứ Xuyên            | 3–1  | U20 Thái Lan        | 25–18 | 24–26 | 25–19 | 25–23 |       | 99–86   | VOD   |
| 14 tháng 5 | 20:10     | BC Thông tin - TTBP | 3–1  | LP Bank Ninh Bình   | 27–25 | 25–23 | 15–25 | 25–22 |       | 92–95   | VOD   |

## Vòng đấu loại trực tiếp

### Vòng phân hạng 5-8
|  | Phân hạng 5-8 | Phân hạng 5-8 |                   |   | Trận tranh hạng 5 | Trận tranh hạng 5 |
|  |               |               |                   |   |                   |                   |
|  | 16 tháng 5    |               |                   |   |                   |                   |
|  |               |               |                   |   |                   |                   |
|  | HCĐG Lào Cai  | 3             |                   |   |                   |                   |
|  | HCĐG Lào Cai  | 3             | 19 tháng 5        |   |                   |                   |
|  | U20 Thái Lan  | 0             |                   |   |                   |                   |
|  | U20 Thái Lan  | 0             | HCĐG Lào Cai      | 3 |                   |                   |
|  | 17 tháng 5    |               | HCĐG Lào Cai      | 3 |                   |                   |
|  |               | Tứ Xuyên      | 1                 |   |                   |                   |
|  | Tứ Xuyên      | Tứ Xuyên      | 1                 | 3 |                   |                   |
|  | Tứ Xuyên      |               |                   | 3 |                   |                   |
|  | U20 Việt Nam  | 0             |                   |   |                   |                   |
|  | U20 Việt Nam  | 0             | Trận tranh hạng 7 |   |                   |                   |
|  |               |               |                   |   |                   |                   |
|  | 18 tháng 5    |               |                   |   |                   |                   |
|  |               |               |                   |   |                   |                   |
|  | U20 Thái Lan  | 3             |                   |   |                   |                   |
|  | U20 Thái Lan  | 3             |                   |   |                   |                   |
|  | U20 Việt Nam  | 1             |                   |   |                   |                   |

#### Phân hạng 5–8
| Ngày       | Thời gian |              | Điểm |              | Set 1 | Set 2 | Set 3 | Set 4 | Set 5 | Tổng  | Nguồn |
| ---------- | --------- | ------------ | ---- | ------------ | ----- | ----- | ----- | ----- | ----- | ----- | ----- |
| 16 tháng 5 | 17:00     | HCĐG Lào Cai | 3–0  | U20 Thái Lan | 25–19 | 25–13 | 25–19 |       |       | 75–51 | VOD   |
| 17 tháng 5 | 17:00     | Tứ Xuyên     | 3–0  | U20 Việt Nam | 25–22 | 25–20 | 25–22 |       |       | 75–64 | VOD   |

#### Trận tranh hạng 7
| Ngày       | Thời gian |              | Điểm |              | Set 1 | Set 2 | Set 3 | Set 4 | Set 5 | Tổng  | Nguồn |
| ---------- | --------- | ------------ | ---- | ------------ | ----- | ----- | ----- | ----- | ----- | ----- | ----- |
| 18 tháng 5 | 17:00     | U20 Thái Lan | 3–1  | U20 Việt Nam | 25–20 | 25–17 | 21–25 | 25–19 |       | 96–81 | VOD   |

#### Trận tranh hạng 5
| Ngày       | Thời gian |              | Điểm |          | Set 1 | Set 2 | Set 3 | Set 4 | Set 5 | Tổng  | Nguồn |
| ---------- | --------- | ------------ | ---- | -------- | ----- | ----- | ----- | ----- | ----- | ----- | ----- |
| 19 tháng 5 | 17:00     | HCĐG Lào Cai | 3–1  | Tứ Xuyên | 17–25 | 25–16 | 25–21 | 25–19 |       | 92–81 | VOD   |

### Top 4
|  | Bán kết               | Bán kết           |                   |   | Chung kết | Chung kết |
|  |                       |                   |                   |   |           |           |
|  | 16 tháng 5            |                   |                   |   |           |           |
|  |                       |                   |                   |   |           |           |
|  | PFU BlueCats          | 3                 |                   |   |           |           |
|  | PFU BlueCats          | 3                 | 19 tháng 5        |   |           |           |
|  | BC Thông tin - TTBP   | 0                 |                   |   |           |           |
|  | BC Thông tin - TTBP   | 0                 | PFU BlueCats      | 3 |           |           |
|  | 17 tháng 5            |                   | PFU BlueCats      | 3 |           |           |
|  |                       | LP Bank Ninh Bình | 1                 |   |           |           |
|  | LP Bank Ninh Bình     | LP Bank Ninh Bình | 1                 | 3 |           |           |
|  | LP Bank Ninh Bình     |                   |                   | 3 |           |           |
|  | VTV Bình Điền Long An | 0                 |                   |   |           |           |
|  | VTV Bình Điền Long An | 0                 | Trận tranh hạng 3 |   |           |           |
|  |                       |                   |                   |   |           |           |
|  | 18 tháng 5            |                   |                   |   |           |           |
|  |                       |                   |                   |   |           |           |
|  | BC Thông tin - TTBP   | 3                 |                   |   |           |           |
|  | BC Thông tin - TTBP   | 3                 |                   |   |           |           |
|  | VTV Bình Điền Long An | 0                 |                   |   |           |           |

#### Bán kết
| Ngày       | Thời gian |                   | Điểm |                       | Set 1 | Set 2 | Set 3 | Set 4 | Set 5 | Tổng  | Nguồn |
| ---------- | --------- | ----------------- | ---- | --------------------- | ----- | ----- | ----- | ----- | ----- | ----- | ----- |
| 16 tháng 5 | 20:10     | PFU BlueCats      | 3–0  | BC Thông tin - TTBP   | 25–17 | 25–17 | 25–21 |       |       | 75–55 | VOD   |
| 17 tháng 5 | 20:10     | LP Bank Ninh Bình | 3–0  | VTV Bình Điền Long An | 25–22 | 25–23 | 25–22 |       |       | 75–67 | VOD   |

#### Trận tranh hạng 3
| Ngày       | Thời gian |                     | Điểm |                       | Set 1 | Set 2 | Set 3 | Set 4 | Set 5 | Tổng  | Nguồn |
| ---------- | --------- | ------------------- | ---- | --------------------- | ----- | ----- | ----- | ----- | ----- | ----- | ----- |
| 18 tháng 5 | 20:10     | BC Thông tin - TTBP | 3–0  | VTV Bình Điền Long An | 25–21 | 25–17 | 25–22 |       |       | 75–60 | VOD   |

#### Chung kết
| Ngày       | Thời gian |              | Điểm |                   | Set 1 | Set 2 | Set 3 | Set 4 | Set 5 | Tổng  | Nguồn |
| ---------- | --------- | ------------ | ---- | ----------------- | ----- | ----- | ----- | ----- | ----- | ----- | ----- |
| 19 tháng 5 | 20:10     | PFU BlueCats | 3–1  | LP Bank Ninh Bình | 18–25 | 30–28 | 25–18 | 25–22 |       | 98–93 | VOD   |

## Xếp hạng chung cuộc
| Xếp hạng | Đội                         |
| -------- | --------------------------- |
| 1        | PFU BlueCats                |
| 2        | LP Bank Ninh Bình           |
| 3        | Binh chủng Thông tin - TTBP |
| 4        | VTV Bình Điền Long An       |
| 5        | HCĐG Lào Cai                |
| 6        | Tứ Xuyên                    |
| 7        | U20 Thái Lan                |
| 8        | U20 Việt Nam                |

| Vô địch cúp VTV9 – Bình Điền 2024 |
| --------------------------------- |
| PFU BlueCats Lần thứ 1            |

## Giải thưởng cá nhân
| - Vận động viên toàn diện nhất giải đấu Melissa Valdes (PFU BlueCats) - Vận động viên chủ công xuất sắc nhất Chen Peiyan (VTV Bình Điền Long An) Vi Thị Như Quỳnh (Binh chủng Thông tin - TTBP) - Vận động viên phụ công xuất sắc nhất Aya Hosonuma (PFU BlueCats) Nguyễn Thị Trinh (LP Bank Ninh Bình) | - Vận động viên đối chuyền xuất sắc nhất Nguyễn Thị Bích Tuyền (LP Bank Ninh Bình) - Vận động viên chuyền hai xuất sắc nhất Yuki Fujikura (PFU BlueCats) - Vận động viên libero xuất sắc nhất Nguyễn Khánh Đang (VTV Bình Điền Long An) - Vận động viên trẻ triển vọng Đặng Thị Hồng (U20 Việt Nam) - Hoa khôi cúp VTV9 – Bình Điền 2024 Chen Peiyan (VTV Bình Điền Long An) |